# Tarjeta TUC
La Tarjeta TUC (Transporte Urbano Colectivo) fue una forma de pago electrónico, a través de tarjetas, para el pasaje de autobús en la ciudad de Managua, capital de Nicaragua. Esta forma de pago fue implementada desde julio de 2013 por la Alcaldía de Managua, quien otorgó la concesión a la empresa MPESO. Debemos señalar que anteriormente el método de pago era el dinero en efectivo.
Al principio, y por un período de tiempo limitado, la entrega de las tarjetas a los usuarios fue totalmente gratuita, sin embargo, meses después, se empezó a realizar cobro por las mismas.

## Características
Es una tarjeta inteligente que contiene un chip RFID el cual trabaja a través de tecnología de identificación por medio de radiofrecuencia.

## Validador
El validador es el dispositivo de cobro ubicado en la entrada de los buses del Transporte Urbano Colectivo de Managua.

## Problemática
- La entrega de las tarjetas fue fuertemente cuestionada, ya que además de que el tiempo de la entrega gratuita fue demasiado corto, los trámites y las largas colas que se debían hacer para conseguirlas en los puestos de entrega eran sumamente agotadoras.

- El primer día en que se usó la tarjeta electrónica TUC como medio de pago fue desastrosa, esto como resultado de que las personas no pudieron pagar su pasaje debido a que en el validador aparecía el mensaje "problema de autenticación".

- En fechas posteriores, sucedieron numerosos altercados entre los usuarios y los conductores de autobús, como producto de que la mayoría de las unidades exigían únicamente el pago por medio de la tarjeta electrónica, a pesar de que muchas personas (principalmente adultos mayores) no habían podido obtenerla.

- Después de todas estas situaciones, y debido al gran descontento de la población capitalina, se dieron numerosas manifestaciones que dieron como resultado el uso de la forma de pago "Mixto". Es decir, algunas de las unidades de transporte, además de aceptar el pago electrónico, aceptan igualmente el pago en efectivo.

## Ventajas
- Evita el manejo de una cantidad excesiva de monedas, sustituyéndose por una tarjeta que ocupa mucho menos lugar.

- Evita que el conductor se retrase o distraiga contando las monedas y/o dando el cambio.